# Національний музей природної історії, Мальта
35°53′06″ пн. ш. 14°24′13″ сх. д. / 35.885° пн. ш. 14.4037° сх. д.
Національний музей природної історії (мальт. Mużew Nazzjonali tal-Istorja Naturali) — природничий музей у середньовічному місті Мдіна, Мальта. Він розміщений у Палаццо Вільена, французькому бароковому палаці, перебудованому в 1726 році великим магістром Антоніо Мануелем де Вільєною за проектами Шарля Франсуа де Мондіона. Музей відкритий для публіки в 1973 році, ним керує Heritage Malta.
Огляд мальтійських екосистем, включаючи наземні та підводні, надається в музеї з акцентом на ендемічних рослинах і птахах островів. Наприклад, таких як мальтійський столітник і синій кам'яний дрізд.
У цьому музеї представлено велику різноманітність мінералів, скам'янілостей, комах, рептилій, птахів, ссавців, риб, а також розділи про геологію та палеонтологію.

## Місячний камінь
У вівторок, 18 травня 2004 року, мальтійський камінь з Місяця з Аполлон-17 був викрадений з музею. Згідно з повідомленням Associated Press, місячний камінь коштує 5 мільйонів доларів США, що робить його однією з найбільших крадіжок в історії Мальти.